# Stray Kids (série télévisée)
Pour le groupe, voir Stray Kids.
 (mai 2023).
La mise en forme du texte ne suit pas les recommandations de Wikipédia : il faut le « wikifier ».
Les points d'amélioration suivants sont les cas les plus fréquents. Le détail des points à revoir est peut-être précisé sur la page de discussion.
- Les titres sont pré-formatés par le logiciel. Ils ne sont ni en capitales, ni en gras.
- Le texte ne doit pas être écrit en capitales (les noms de famille non plus), ni en gras, ni en italique, ni en « petit »…
- Le gras n'est utilisé que pour surligner le titre de l'article dans l'introduction, une seule fois.
- L'italique est rarement utilisé : mots en langue étrangère, titres d'œuvres, noms de bateaux, etc.
- Les citations ne sont pas en italique mais en corps de texte normal. Elles sont entourées par des guillemets français : « et ».
- Les listes à puces sont à éviter, des paragraphes rédigés étant largement préférés. Les tableaux sont à réserver à la présentation de données structurées (résultats, etc.).
- Les appels de note de bas de page (petits chiffres en exposant, introduits par l'outil «  Source ») sont à placer entre la fin de phrase et le point final[comme ça].
- Les liens internes (vers d'autres articles de Wikipédia) sont à choisir avec parcimonie. Créez des liens vers des articles approfondissant le sujet. Les termes génériques sans rapport avec le sujet sont à éviter, ainsi que les répétitions de liens vers un même terme.
- Les liens externes sont à placer uniquement dans une section « Liens externes », à la fin de l'article. Ces liens sont à choisir avec parcimonie suivant les règles définies. Si un lien sert de source à l'article, son insertion dans le texte est à faire par les notes de bas de page.
- La présentation des références doit suivre les conventions bibliographiques. Il est recommandé d'utiliser les modèles {{Ouvrage}}, {{Chapitre}}, {{Article}}, {{Lien web}} et/ou {{Bibliographie}}. Le mode d'édition visuel peut mettre en forme automatiquement les références.
- Insérer une infobox (cadre d'informations à droite) n'est pas obligatoire pour parachever la mise en page.

Pour une aide détaillée, merci de consulter Aide:Wikification.
Si vous pensez que ces points ont été résolus, vous pouvez retirer ce bandeau et améliorer la mise en forme d'un autre article.
Stray Kids (coréen : 스트레이 키즈) est une émission de téléréalité de 2017 créée par JYP Entertainment et Mnet. C'est le premier projet d'idole masculine avec le concept d'un groupe créé par un "trainee" - soit un futur idol en cours de formation- au lieu de l'agence. Il est diffusé sur Mnet du 17 octobre au 19 décembre 2017, les mardis à 23h00 (KST) pendant dix épisodes.

## Contexte et concept
Fin juillet 2017, il est indiqué que JYP Entertainment (JYPE) se prépare à lancer une nouvelle saison de leur émission de téléréalité de 2015 Sixteen, l'émission qui a fait débuter le groupe Twice, dans la seconde moitié de l'année. Cependant, le mois suivant, il est révélé que l'agence lancera un projet d'idole masculine avec un concept complètement différent de Sixteen. L'émission commence à être diffusée en octobre 2017 et la composition du groupe a été finalisée en décembre, le groupe ayant sa première vitrine officielle en mars 2018,.
Au lieu que des individus survivent pour devenir une équipe, l'équipe est présélectionnée non pas par l'agence mais par l'un des participants, le leader Bang Chan, et les stagiaires ont interprété des chansons composées par eux-mêmes, travaillant ensemble vers leur premier objectif. Ils sont jugés sur leur capacité individuelle et leur travail d'équipe à travers des missions inattendues, afin de gagner le droit de débuter à neuf, comme ils l'avaient prévu. L'émission présentait également un aperçu des coulisses de la vie quotidienne des stagiaires et de leur showcase annuel tenu en août.
Le 21 septembre, JYPE a révélé le titre de l'émission, Stray Kids, ainsi que le logo et les réseaux sociaux de l'émission. La première image teaser mettant en vedette les neuf membres a été publiée le 9 octobre,.

### "Hellevator"
Le 26 septembre 2017, une bande-annonce du clip vidéo de la chanson intitulée "Hellevator" a été publié. La version complète devait sortir le 3 octobre, mais a été repoussée au 6 octobre. La chanson, co-composée et co-écrite par 3Racha, est ensuite sortie en single numérique le 1er novembre.

## Membres
| Nom            | Hangeul  | Date de naissance          | Remarques |
| -------------- | -------- | -------------------------- | --- |
| Kim Woo-jin    | 김우진   | 8 avril 1997 (28 ans)      | Ancien stagiaire de SM Entertainment pendant un an où il s'entraînait avec les membres de NCT. Woojin n'est plus membre de Stray Kids pour des raisons personnelles. |
| Bang Chan      | 방찬     | 3 octobre 1997 (27 ans)    | Leader du groupe, il a rejoint JYP en 2010 après avoir passé une audition en Australie. Il s'entraînait avec les membres de Got7, Day6 et Twice.                     |
| Lee Min-ho     | 이민호   | 25 octobre 1998 (26 ans)   | Danseur de 4 à 5 ans et était autrefois l'un des danseurs de la tournée de concerts de BTS.                                                                          |
| Seo Chang bin  | 서창빈   | 11 août 1999 (25 ans)      | Stagiaire depuis deux ans au moment de la première de la série télévisée.                                                                                            |
| Hwang Hyun-jin | 황현진   | 20 mars 2000 (25 ans)      | Stagiaire depuis deux ans au moment de la première de la série télévisée.                                                                                            |
| Han Ji-sung    | 한지성   | 14 septembre 2000 (24 ans) | Il vivait et étudiait en Malaisie. |
| Lee Félix      | 이필릭스 | 15 septembre 2000 (24 ans) | Comme Chan, il a rejoint JYP après avoir passé une audition en Australie, où il est né et a grandi.                                                                  |
| Kim Seung Min  | 김승민   | 22 septembre 2000 (24 ans) | A rejoint l'agence en 2016 après avoir remporté la deuxième place à la 13ème audition ouverte de JYP.                                                                |
| Yang Jeong-in  | 양정인   | 8 février 2001 (24 ans)    | Le plus jeune des stagiaires, il est né à Busan. |

- Bang Chan, Seo Chang-bin et Han Ji-sung font partie d'un groupe de pré-début appelé 3Racha. Le trio a publié plusieurs mixtapes auto-composées qui ont été publiées en ligne[13].

### Élimination
Lee Min-ho et Lee Felix ont été éliminés du groupe dans les quatrième et huitième épisodes, respectivement, mais ont ensuite été ramenés dans le neuvième épisode,,.

## Épisodes

### Épisode 1 (17 octobre 2017)
Dans le premier épisode, JYPE a décidé de définir un nouveau premier groupe en s'affrontant entre deux équipes, un groupe de stagiaires féminines nommé 2team, avec des membres sélectionnés par l'entreprise, et une équipe de projet masculine, constituée par les stagiaires. Les deux équipes ont reçu des critiques élogieuses après avoir joué au showcase des stagiaires, mais Park Jin-young a fini par choisir l'équipe masculine du projet, composée des membres Bang Chan, Kim Woo-jin, Lee Min-ho, Seo Chang-bin, Hwang Hyun-jin, Han Ji-sung, Lee Felix, Kim Seung-min et Yang Jeong-in ont été les gagnants grâce à leur travail d'équipe.

### Épisode 2 (24 octobre 2017)
La première mission est révélée ; les neuf membres du groupe masculin ont été mis au défi de composer leur propre chanson et de l'interpréter pour déterminer s'ils pouvaient faire leurs débuts sans disqualification. Une semaine avant le concert, les membres qui vivaient à l'extérieur du dortoir ont emménagé. Après s'être installés, le groupe s'est dirigé vers la zone de jeux vidéo pour passer du temps libre. Au centre de formation de JYPE, l'équipe choisit la chanson qu'elle utilisera pour évaluer la mission et commencer la formation. Le jour de l'évaluation, le groupe annonce son nom, Stray Kids, et sa chanson intitulée "Hellevator". Après la représentation, Park a fait l'éloge des paroles, de l'arrangement et de la mélodie de la chanson, mais a mentionné que la tonalité était trop élevée pour le chanteur masculin. Il note également qu'il y a des membres qui n'ont pas répondu aux normes et aux attentes de Park, ce qui conduit à un tour d'élimination.

### Épisode 3 (31 octobre 2017)
Min-ho, Jeong-in et Hyun-jin risquent d'être éliminés. Après avoir émis des critiques, Park réorganise les rôles des membres dans "Hellevator". Pour la prochaine évaluation de la mission, ils sont chargés de diviser le groupe en trois équipes pour des performances scéniques "3:3:3". Les membres décident de leurs coéquipiers : Min-ho a choisi Felix et Chang-bin, Hyun-jin a choisi Seung-min et Chan, et Jeong-in a choisi Woo-jin et Ji-sung. Cinq jours avant, les équipes prennent un jour de repos. L'équipe de Min-ho part en pique-nique au parc Hangang, l'équipe de Hyun-jin va au bowling et l'équipe de Jeong-in va dans une salle de karaoké. Dans cet épisode, des images des coulisses du clip de "Hellevator" ont également été diffusées.

### Épisode 4 (7 novembre 2017)
Les trois équipes ont montré leurs performances aux autres membres pour obtenir des commentaires et des conseils. Lors de la deuxième évaluation de la mission, l'équipe de Hyun-jin a été la première à interpréter une chanson intitulée "4419", basée sur l'expérience de Bang Chan quand il prenait le bus n°4419 en tant que stagiaire à Séoul. Park loue leur performance globale. L'équipe de Min-ho interprète ensuite une chanson intitulée "Glow", avec les paroles d'une équipe travaillant dur jusqu'à l'aube. Chang-bin reçoit beaucoup d'éloges mais Felix est critiqué pour son manque de confiance, tandis que Min-ho mélange les paroles tout en jouant. Le groupe de Jeong-in interprète "School Life", une chanson sur la vie étudiante et la douce rébellion. Ji-sung et Woo-jin ont tous deux reçu des éloges, bien que Park ait souligné respectivement leur manque de performances sur scène et de compétences en danse. Jeong-in est critiqué pour ses talents de rap et de danse. Jeong-in, Felix et Min-ho risquent désormais d'être éliminés. Au final, Min-ho est éliminé du groupe.

### Épisode 5 (14 novembre 2017)
Park a fait remarquer que les compétences de Min-ho font toujours défaut en raison de la période de formation plus courte par rapport aux autres membres. Stray Kids continue avec huit membres. Quelques jours après l'élimination de Min-ho, Park rassemble le groupe pour discuter et tirer des leçons sur ce qu'il faut retenir pour réaliser ses rêves. Ensuite, le groupe bénéficie de vacances spéciales à Gangneung. Ils sont allés à la plage, ont mangé au marché central et ont joué au patin à glace à la patinoire. La nuit, ils campent et discutent de la mission la plus difficile qu'ils aient vécue jusqu'à présent, de qui ils sont le plus reconnaissants et parlent de Min-ho. Enfin, ils regardent un message vidéo que Min-ho a préparé.

### Épisode 6 (21 novembre 2017)
Park révèle la troisième mission : "JYP contre YG", une tradition de longue date consistant à opposer les stagiaires de deux entreprises, similaire à la bataille de l'émission de téléréalité de Mnet de 2013 Win : Who is Next. Une semaine avant la bataille, Stray Kids a choisi ses représentants pour les équipes de chant, de danse et de freestyle. Pour le groupe vocal, ils ont été chargés d'interpréter une chanson de l'un des girl group de YG Entertainment. Chan, Woo-jin, Ji-sung et Jeong-in décident de chanter "As If It's Your Last" de Blackpink et remixent la chanson pour l'adapter au concept de Stray Kids. 3Racha prépare une performance de rap originale intitulée "Matryoshka", un rap sur le fait de rester fidèle à soi-même en utilisant le motif des poupées traditionnelles russes. Park passe en revue les performances préparées et décide de retirer Chan de la performance de rap et Jeong-in de la performance vocale.
Le jour de la bataille, l'équipe s'est rendue au siège de YG Entertainment, où elle a rencontré pour la première fois les stagiaires de l'autre société, dont Bang Ye-dam de K-pop Star 2. Dans le tour de bataille libre, Chang-bin et Ji-sung interprètent " Matryoshka " sans Chan. Yang Hyun-suk et Park louent leur performance. Bang Ye-dam de YG a interprété "There's Nothing Holdin' Me Back" de Shawn Mendes et a reçu les éloges de Park.

### Épisode 7 (28 novembre 2017)
L'équipe vocale de Stray Kids, à l'exception de Jeong-in, a interprété "As If It's Your Last" et a terminé sans une seule erreur. Ji-sung et Woo-jin reçoivent les éloges de Park et Yang. Le groupe vocal de YG a interprété une version remixée de "Why So Lonely" de Wonder Girls pour faire l'éloge de l'ensemble. Pour la bataille de danse, Stray Kids a interprété une scène originale et unique, tandis que les stagiaires de YG se sont produits et ont reçu des compliments et des conseils de Park. Quelques jours après la troisième mission, Park invite Stray Kids à un petit-déjeuner tardif et révèle la prochaine mission, un événement de rue. Ils se rendent ensuite à Hongdae dans Séoul pour faire des recherches sur le chant de rue. Les membres se préparent pour le prochain événement de chant de rue tandis que Jeong-in et Felix s'entraînent également dur pour éviter la disqualification.

### Épisode 8 (5 décembre 2017)
L'événement de chant de rue de Stray Kids doit se tenir à Sinchon. Jun. K de 2PM et Rado de Black Eyed Pilseung sont invités à regarder le chant de rue en tant qu'auditeurs mystérieux de Park. Les membres de Got7, BamBam et Yugyeom et les membres de Day6, Sungjin et Young K assistent également à l'événement. Stray Kids interprète "Hellevator", "School Life" et une nouvelle chanson intitulée "YAYAYA". Park a critiqué les performances, affirmant que la voix de Chan était instable, Woo-jin ne pouvait pas être reconnue comme la voix principale et manquait de compétences en danse, la prononciation de Hyun-jin était toujours imparfaite et Felix faisait des erreurs de danse dans "YAYAYA" et son rap ne se démarque pas en raison de sa difficulté avec le coréen. Hyun-jin, Woo-jin et Felix sont choisis pour une potentielle élimination. Finalement, Félix est éliminé.

### Épisode 9 (12 décembre 2017)
Pour la mission finale, Park a annoncé qu'il y aurait une diffusion en direct et un vote du public en direct. Après l'annonce, le groupe a réorganisé sa chorégraphie pour correspondre à la configuration de sept membres. L'ami de longue date de Chan, BamBam de Got7, visite le centre de formation JYPE. Ils sortent manger ensemble et BamBam donne des conseils à Chan. Pendant ce temps, certains des membres ont leurs cours de chant ; Seung-min interprète "Stitches" de Shawn Mendes, Woo-jin interprète "Lost Stars" d'Adam Levine et pratique sa vocalisation, et Jeong-in interprète "Impossible" de James Arthur. Pour l'entraînement, Hyun-jin interprète "MM" pour son entraînement de rap et Chang-bin l'aide à chanter. Pendant que le groupe pratiquait sa chorégraphie, JB et Jinyoung de Got7 leur ont rendu visite au centre de formation. Ils donnent des conseils aux membres lors de la diffusion en direct et commentent leur version à sept membres de "YAYAYA". Au siège de JYPE, le groupe a enregistré une nouvelle chanson originale intitulée "Young Wings" avec le compositeur 1take. La scène passe alors à une semaine avant le tournage ; Park a rappelé les membres éliminés Min-ho et Felix et leur a donné une seconde chance avec le groupe. Il a été révélé plus tard que chaque étape de la diffusion en direct comporterait une version à sept membres par rapport à une version à neuf membres, pour aider à déterminer la composition finale.

### Épisode 10 (19 décembre 2017)
La diffusion en direct a lieu au studio CJ E&M Ilsan le 19 décembre 2017, avec l'animation de Kim Il-joong. Un vote global est arrangé pour aider à déterminer si Stray Kids devrait faire ses débuts en tant que groupe de sept ou neuf membres. Les versions à sept membres de "YAYAYA" et "Young Wings" ont été jouées en premier et Park a donné des explications positifs pour les deux étapes. Min-ho et Felix rejoignent le groupe pour interpréter une version à neuf membres de "Hellevator", "School Life" et une nouvelle chanson accrocheuse intitulée "Grrr". Jun. K de 2PM effectue également une spéciale. Le vote en direct s'est terminé avec 96% électeurs soutenant le groupe de neuf membres. Park a confirmé que les neuf membres feront leurs débuts, commentant : "Les robots ne font pas d'erreurs, mais les robots et les humains sont différents. Quand je vois une scène avec 9 membres, je vois toujours des défauts chez vous deux. Mais quand les neuf se produisent, les expressions sont toujours vivantes. Félicitations, Stray Kids fera ses débuts à neuf."

## Progression de l'épisode
| Concurrents | Épisodes | Épisodes | Épisodes             | Épisodes             | Épisodes | Épisodes | Épisodes | Épisodes             | Épisodes | Épisodes | Épisodes | Épisodes |
| Concurrents | 1        | 2        | 3                    | 4                    | 5        | 6        | 7        | 8                    | 9        | 10       | 10       | 10       |
| ----------- | -------- | -------- | -------------------- | -------------------- | -------- | -------- | -------- | -------------------- | -------- | -------- | -------- | -------- |
| Woojin      | Reste    | Sécurité | Sécurité             | Sécurité             | Sécurité | Sécurité | Sécurité | Risque d'élimination | Sécurité | Début    | Début    | Début    |
| Bang Chan   | Reste    | Sécurité | Sécurité             | Sécurité             | Sécurité | Sécurité | Sécurité | Sécurité             | Sécurité | Début    | Début    | Début    |
| Changbin    | Reste    | Sécurité | Sécurité             | Sécurité             | Sécurité | Sécurité | Sécurité | Sécurité             | Sécurité | Début    | Début    | Début    |
| Hyunjin     | Reste    | Sécurité | Risque d'élimination | Sécurité             | Sécurité | Sécurité | Sécurité | Risque d'élimination | Sécurité | Début    | Début    | Début    |
| Jisung      | Reste    | Sécurité | Sécurité             | Sécurité             | Sécurité | Sécurité | Sécurité | Sécurité             | Sécurité | Début    | Début    | Début    |
| Seungmin    | Reste    | Sécurité | Sécurité             | Sécurité             | Sécurité | Sécurité | Sécurité | Sécurité             | Sécurité | Début    | Début    | Début    |
| Jeongin     | Reste    | Sécurité | Risque d'élimination | Risque d'élimination | Sécurité | Sécurité | Sécurité | Sécurité             | Sécurité | Début    | Début    | Début    |
| Felix       | Reste    | Sécurité | Sécurité             | Risque d'élimination | Sécurité | Sécurité | Sécurité | Elimination          | Retour   | Début    | Début    | Début    |
| Minho       | Reste    | Sécurité | Risque d'élimination | Elimination          |          |          |          |                      | Retour   | Début    | Début    | Début    |

### Remarques
Le concurrent a créé toute l'équipe et a gagné en continuant à concourir pour ses débuts.
 Toute l'équipe de concurrents a gagné en continuant à concourir pour ses débuts.
 Le candidat risque l'élimination.
 Le concurrent a été éliminé.
 Le concurrent risquait d'être éliminé mais a été sauvé.
 Le concurrent est revenu à la compétition.
 Les candidats ont gagné pour faire leurs débuts à 9.

## Résultat
Les neuf membres de Stray Kids ont officiellement fait leurs débuts en mars 2018 avec la sortie de leur extended play (EP) intitulé I Am Not.